# Iburi subprefektur
Iburi (japanska: 胆振総合振興局?, Iburi-sōgō-shinkō-kyoku) är ett förvaltningsområde (subprefektur) i Hokkaido prefektur i Japan. Området ligger på södra delen av Hokkaido. Det omfattar fyra städer samt sju landskommuner. Landskommunerna är grupperade i fyra distrikt, men dessa har ingen administrativ funktion utan fungerar i huvudsak som postadressområden.

## Administrativ indelning
| Namn        | Namn     | Areal (km²) | Folkmängd (2022) | Distrikt       | Typ                  |
| Romaji      | Kanji    | Areal (km²) | Folkmängd (2022) | Distrikt       | Typ                  |
| ----------- | -------- | ----------- | ---------------- | -------------- | -------------------- |
| Abira       | 安平町   | 237,16      | 7 064            | Yūfutsu        | Landskommun (köping) |
| Atsuma      | 厚真町   | 404,61      | 4 403            | Yūfutsu        | Landskommun (köping) |
| Date        | 伊達市   | 444,21      | 31 773           | inget distrikt | Stad                 |
| Mukawa      | むかわ町 | 711,36      | 7 478            | Yūfutsu        | Landskommun (köping) |
| Muroran     | 室蘭市   | 81,01       | 79 127           | inget distrikt | Stad                 |
| Noboribetsu | 登別市   | 212,21      | 44 925           | inget distrikt | Stad                 |
| Shiraoi     | 白老町   | 425,64      | 15 584           | Shiraoi        | Landskommun (köping) |
| Sōbetsu     | 壮瞥町   | 205,01      | 2 687            | Usu            | Landskommun (köping) |
| Tomakomai   | 苫小牧市 | 561,66      | 168 387          | inget distrikt | Stad                 |
| Tōyako      | 洞爺湖町 | 180,87      | 8 099            | Abuta          | Landskommun (köping) |
| Toyoura     | 豊浦町   | 233,57      | 3 646            | Abuta          | Landskommun (köping) |

1. 1 2 3  En del av Yūfutsu distrikt ligger i Kamikawa subprefektur.
2. 1 2  En del av Abuta distrikt ligger i Shiribeshi subprefektur.